# 王坚 (信息技术专家)
王坚（1962年10月—），中国信息技术专家、心理学家，阿里巴巴集团首席技术官，中国工程院院士，阿里云的创始人。曾主持研发中国唯一自研的云操作系统飞天。

## 生平
1984年毕业于杭州大学，获心理系学士学位。1990年获杭州大学心理系博士学位。
1999年加入微软亚洲研究院，後來擔任該機構常务副院长，负责用户界面、机器学习、大规模数据处理等研究。2008年9月加盟阿里巴巴集团，先後担任首席架构师以及阿里首席技术官。2013年，王坚卸任阿里云总裁。2016年，王坚不再擔任阿里巴巴集团CTO，不過他继续担任阿里巴巴集团技术委员会主席。同年出版書籍《在线：数据改变商业本质，计算重塑经济未来》。2023年5月，王坚回到阿里云。2023年7月21日，王堅不再擔任阿里巴巴集團合夥人。